# Royal Society for the Protection of Birds
La Royal Society for the Protection of Birds (Reale società per la protezione degli uccelli; RSPB) è la più grande organizzazione per la protezione degli animali in Europa: conta più di un milione di membri, più dei tre principali partiti politici della Gran Bretagna riuniti assieme.

## Descrizione

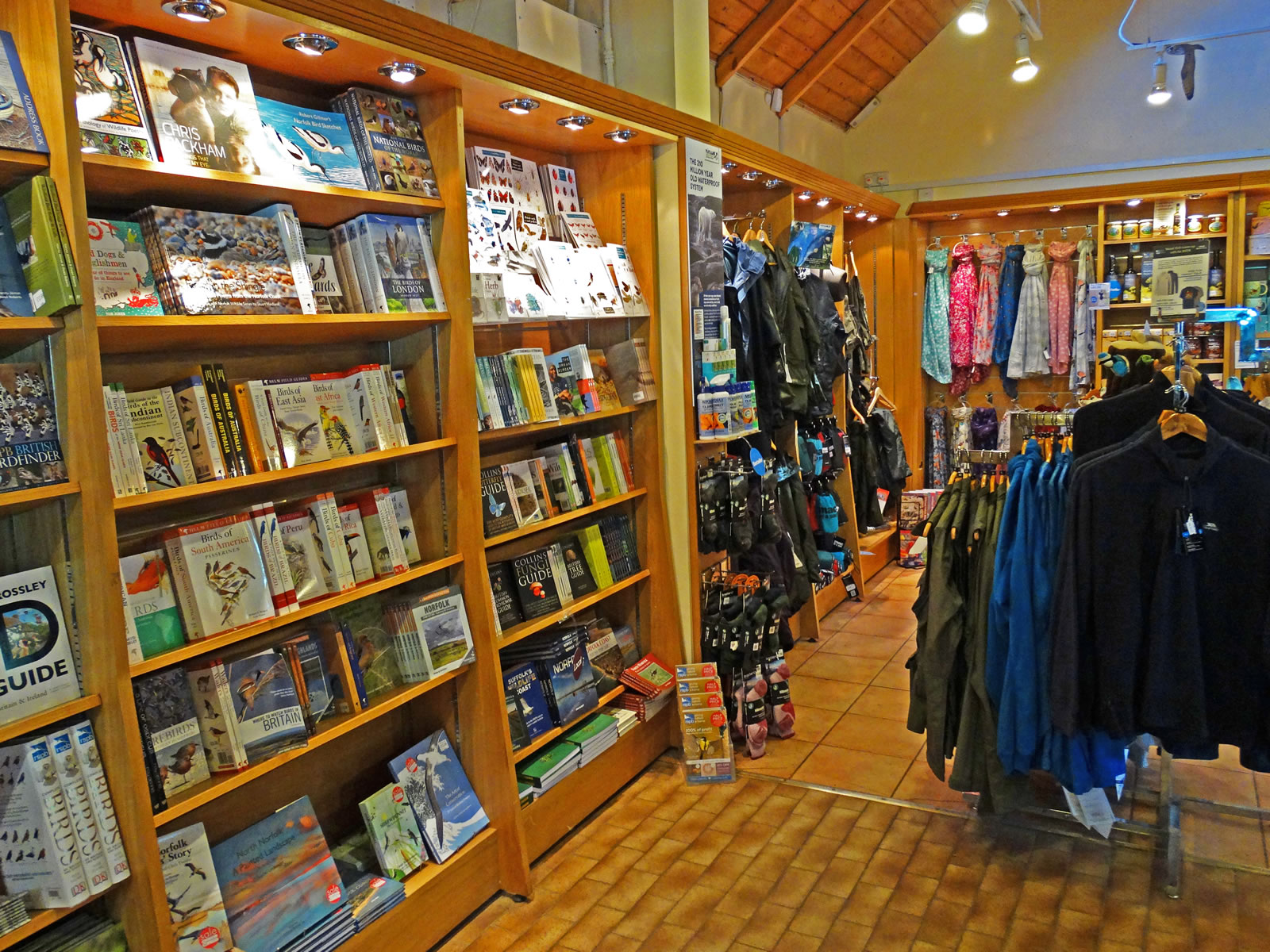
Interno del negozio dei souvenir della Riserva naturale di Titchwell Marsh

Questa organizzazione venne fondata a Didsbury, nei pressi di Manchester, in Inghilterra, nel 1889 con lo scopo di promuovere una campagna contro il barbaro commercio di piume per i cappelli delle signore, vale a dire l'utilizzo delle piume degli svassi, specialmente di svasso maggiore, nell'abbigliamento femminile come facsimile della pelliccia. All'epoca, a causa di questa pratica, la popolazione degli svassi maggiori si trovava sulle soglie dell'estinzione.
La sede è presso la riserva The Lodge di Sandy nel Bedfordshire. Nel 2001, la RSPB contava 168 riserve naturali per gli uccelli in Gran Bretagna, per un totale di 1150 km².
Lo stemma della RSPB è un'avocetta.